# مؤتمر بلودان الأول 1937

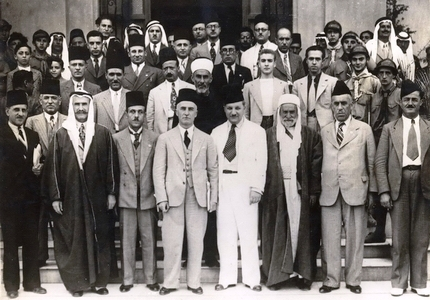
صورة تذكارية للمشاركين في المؤتمر ومنهم: الصف الأول من اليمين إلى اليسار: حمد بك صعب أحد قواد ثورة فلسطين الكبرى عام 1936-1937 –العراقي سعيد الحاج ثابت – علي بك عبيد – رياض الصلح، رئيس وزراء لبنان –السوري إحسان بك الجابري – محمد علي الطاهر – محمد محي الدين الحلبي باشا – وفي الصف الثاني الخامس، الشيخ أديب الخالدي الآخرين غير معروفي الإسـم

مؤتمر بلودان، أو المؤتمر العربي القومي في بلودان في سوريا، هو مؤتمر عربي عقد بسبب الغضب الشعبي الناجم من قرار تقسيم منطقة (فلسطين-الأردن) -الصادر في شهر تموز من عام 1937- إلى ثلاث مناطق: دولة يهودية، ومنطقة انتداب بريطانية، ومنطقة عربية تضم إلى إمارة شرق الأردن.
ونتيجة لهذا القرار طلبت اللجنة العربية في فلسطين إذنًا من السلطات بعقد مؤتمر عربي عام لكنها رفضت خوف التهيج فاتفقت مع لجنة الدفاع عن فلسطين في سوريا على عقد مؤتمر في بلودان، وأرسلت الدعوات إلى عدة هيئات وشخصيات عربية من مصر والعراق ولبنان وسوريا وشرق الأردن وفلسطين لعقد مؤتمر يضم ويوحد كافة الأصوات العربية للتحرك ضد قرار تقسيم فلسطين.

## مكان الانعقاد
عقد مؤتمر بلودان في بلدة بلودان في فندق بلودان الكبير في سوريا.

## تاريخ الانعقاد
في الثامن والتاسع من أيلول (سبتمبر) 1937.
حيث حرص على عقده قبل موعد اجتماع مجلس عصبة الأمم في جنيف.

## التسمية
تعددت التسميات التي أطلقت على مؤتمر بلودان، حيث سمي بـ :
- مؤتمر بلودان الأول.
- المؤتمر القومي العربي.
- المؤتمر العربي العام.
- مؤتمر بلودان العربي الشعبي العام.
- المؤتمر الفلسطيني العربي في بلودان.

## عن المؤتمر

### موقف العراق
عقدت الجمعيات والنوادي الوطنية والقومية في العراق اجتماعًا في 4 أيلول 1937 لانتخاب من يمثلها في مؤتمر بلودان، ونتج عن الاجتماع انتخاب كل من: كمال الدين الطائي لتمثيال جمعية الهداية الإسلامية، ومحمد بهجت الأثري لتمثيل جمعية الشبان المسلمين، ومحمد مهدي كبة وعبد الرحمن الخضير لتمثيل نادي المثنى، وسعيد ثابت لتمثيل جمعية الدفاع عن فلسطين، وإبراهيم الواعظ وجميل عبد الوهاب لتمثيل نقابة المحامين.

### الحضور
وصل عدد الوافدين إلى 450 وافد منهم 115 شخصًا من سوريا و126 من فلسطين و59 من لبنان و9 من العراق واثنين من مصر وواحد من طرابلس.
وعقد المؤتمر في الثامن والتاسع من أيلول ( سبتمبر) 1937 برئاسة ناجي السويدي، واختير لنيابة الرئاسة محمد علي علوبة وزير المعارف والأوقاف المصرية ولأمانة السر العام محمد عزة دروزة ورياض الصلح مراقبًا وصبري العسلي مساعدًا لأمين السر، وفؤاد مفرج مساعدًا ثانيا لأمين السر.
مع بداية المؤتمر عهد نبيه العظمة -رئيس جمعية الدفاع عن فلسطين في سوريا- إلى فؤاد مفرج بتلاوة خطبته الافتتاحية، وقد كانت كلمة تحية وترحيب وشكر وبيان للغاية من عقد المؤتمر. وكانت الكلمة الأولى هي كلمة العراق على لسان ناجي السويدي، ثم أعطيت الكلمة لمحمد علي علوبة ليتحدث باسم مصر، وقد اقتُرِح انتخاب مفتي القدس أمين الحسيني -الذي لم يتمكن من الحضور بسبب فرض الحصار حول بيته من طرف السلطة آنذاك- كرئيس شرفي للمؤتمر وقوبل الاقتراح بالموافقة. وتلت كلمة علي علوبة كلمة عبد الحميد سعيد الرئيس العام لجمعيات الشبان المسلمين ورئيس لجنة الدفاع عن فلسطين في مصر.

## مقررات المؤتمر

### المسألة السياسية
- إن فلسطين جزء لا ينفصل عن أجزاء الوطن العربي.
- رفض ومقاومة تقسيم فلسطين وإنشاء دولة يهودية فيها.
- الإصرار على طلب إلغاء الانتداب ووعد بلفور وعقد معاهدة مع بريطانيا تضمن للشعب العربي الفلسطيني استقلاله وسيادته، وأن تكون حكومته دستورية، للأقليات فيها ما للأكثريات من الحقوق وفقاً للمبادئ الدستورية العامة.
- تأييد طلب وقف الهجرة اليهودية عاجلا وإصدار تشريع يمنع انتقال الأراضي من العرب إلى اليهود.
- يعلن المؤتمر أن استمرار الصداقة بين الشعبين البريطاني والعربي متوقف على تحقيق المطالب السابقة، وإن إصرار إنكلترا على سياستها في فلسطين يرغم العرب أجمع على اتخاذ اتجاهات جديدة. كما أن الائتلاف بين العرب واليهود لا يتم إلا على هذه الأسس.
- إرسال هذه القرارات إلى عصبة الأمم وغيرها من المراكز ذات الشأن.[5]

### عهد
اتخذ المؤتمر ميثاقًا أقره المؤتمرون بالإجماع وعاهدوا أنفسهم عليه، وقد كان نصه:
"يعاهد المؤتمرون أنفسهم أمام التاريخ والأمة العربية والشعوب الإسلامية أن يستمروا في الكفاح والنضال في سبيل القضية العربية في فلسطين إلى أن يتم إنقاذها وتحقيق السيادة العربية فيها"

### الدعاية والمالية
يوافق المؤتمر على جميع ما جاء في تقريري الدعاية والمالية من مقترحات وعلى إحالتهما إلى اللجنة التنفيذية للعمل على نفاذها.

### كلمة شكر
رفع المؤتمر شكره إلى ملوك وأمراء العرب ورئيس الجمهورية السورية وجميع رؤساء الدول والحكومات والشعوب العربية والإسلامية التي أظهرت عطفها على القضية الفلسطينية ويرجو استمرار عطفهم وتأييدهم.

### اللجنة التنفيذية
تتألف للمؤتمر لجنة تنفيذية قوامها اللجنة العربية العليا في فلسطين ومندوب عن كل قطر من الأقطار العربية، على أن تنتخب لجنة الدفاع عن فلسطين في كل قطر مندوبها.

## الأعضاء الفلسطينيون في المؤتمر
| اسم العضو            | الصفة                                         |
| -------------------- | --------------------------------------------- |
| عبد القادر شبل       | محام                                          |
| جمال الحسيني         | عضو في اللجنة العربية العليا                  |
| محمود العفيفي        | مأمور أوقاف القدس                             |
| عزة دروزة            | مدير الأوقاف العام وعضو اللجنة العربية العليا |
| أكرم زعيتر           | حقوقي                                         |
| مغنم مغنم            | محام وسكرتير حزب الدفاع الوطني                |
| سليمان الحسيني       | محام                                          |
| شبلي الجمل           | ملاك وتاجر                                    |
| حسن حماد             | سياسي                                         |
| أحمد الشكعة          | صاحب معمل صابون ووجيه                         |
| أمين التميمي         | عضو المجلس الاسلامي الأعلى                    |
| عبد الفتاح طوقان     | تاجر                                          |
| عزت طنوس             | طبيب وعضو في وفد الدعاية الفلسطيني            |
| محمد يونس الحسيني    | مدير البنك الزراعي في القدس                   |
| الشيخ سعيد الخطيب    | امام وخطيب المسجد الأقصى                      |
| فؤاد سابا            | سكرتير اللجنة العربية العليا                  |
| فخري النشاشيبي       | مدير الغرفة التجارية بيافا                    |
| عبد الحميد شومان     | المدير العام للبنك العربي بفلسطين             |
| جميل الحسيني         | محام                                          |
| عبد الرحمن النحوي    | محام                                          |
| الشيخ محمد الجعبري   | من علماء المسلمين                             |
| الشيخ صبري عابدين    | من علماء المسلمين                             |
| أحمد الشقيري         | محام                                          |
| يوسف نجم             | رئيس بلدية المجدل                             |
| الشيخ عبد الله طهبوب | مفتي الخليل                                   |
| معين الماضي          | محام                                          |
| صلاح الدين العباسي   | محام                                          |
| عبد الرحمن الحاج     | ملاك ورئيس بلدية حيفا سابقا ً                  |
| رشدي التميمي         | طبيب                                          |
| وديع البستاني        | محام                                          |
| ميخائيل نوما         | ملاك وعضو المجلس البلدي                       |
| رشيد الحاج إبراهيم   | مدير البنك العربي بحيفا                       |
| الياس رزق صهيون      | ملاك                                          |
| سليم سلامة           | طبيب                                          |
| راغب الدجاني         | محام                                          |
| يعقوب الغصين         | عضو اللجنة العربية العليا                     |
| رشدي الطبري          | طبيب ورئيس اللجنة القومية في طبريا            |
| شاكر أبو كشك         | أمير عرب أبو كشك ومن الملاكين                 |
| محمود أبو حضرة       | ملاك ووجيه                                    |
| سعيد الخليل          | سكرتير احدى اللجان القومية                    |
| الشيخ اديب الخالدي   | مفتي جنين                                     |
| فهمي العبوشي         | رئيس بلدية جنين                               |
| حسن حبيب حوا         | محام                                          |
| يوسف العلمي          | تاجر ووجيه                                    |
| السيد أبو شرخ        | ملاك ورئيس بلدية المجدل سابقا                 |
| عبد الله أبو ستة     | من مشايخ قبائل بئر السبع                      |
| رحب أبو رمضان        | ملاك                                          |
| واصف كمال            | أستاذ وخريج جامعة كمبردج                      |
| فهد الحسيني          | رئيس بلدية غزة                                |
| شافع عبد الهادي      | ملاك ووجيه                                    |
| مصطفى البشناق        | طبيب                                          |
| فريد العنبتاوي       | تاجر                                          |
| عبد الرحيم التميمي   | ملاك                                          |
| الشيخ سعيد كساب      | محام                                          |
| توفيق مجدلاني        | ملاك وسكرتير الغرفة التجارية                  |
| محمود علاء الدين     | سكرتير اللجنة القومية في الرملة               |
| محي الدين المصري     | تاجر                                          |
| فارس سرحان           | ملاك ومزارع                                   |
| موسى عرفة            | تاجر وعضو في اللجان القومية في الرملة         |
| عزة نسيبة            | تاجر                                          |
| عبد الرحيم الطويحي   | ملاك                                          |
| فوزي هدمي            | ملاك وعضو في اللجان القومية                   |
| فياض الخضرا          | ملاك                                          |
| عبد اللطيف الامين    | تاجر                                          |
| حافظ المهندي         | ملاك                                          |
| فايز الكردي          | ملاك                                          |
| عيسى الدهمش          | ملاك                                          |
| حسين يانس            | ملاك                                          |
| عبد الله البندك      | مراسل جريدة صوت الشعب الفلسطينية              |
| صالح عون الله        | ملاك                                          |
| حسين أبو ستة         | من مشايخ القبائل                              |
| احمد العكي           | ملاك                                          |
| حلمي أبو خضرة        | ملاك                                          |
| سعيد بيدس            | ملاك                                          |
| الياس برتقش          | ملاك                                          |
| محمد علي دروزة       | تاجر                                          |
| يوسف النمر           | ملاك                                          |
| مصطفى الموسى         | تاجر                                          |
| محمد علي دهمش        | ملاك                                          |
| الخوري حنا يعقوب     | كاهن ارثودكسي ( الرامة)                       |
| احمد يانس            | ملاك                                          |
| فهمي الغصين          | ملاك                                          |
| حنا خليل خلف         | خريج مدارس أمريكا                             |
| عبد الله سمارة       | سياسي                                         |
| حنا عصفور            | محام                                          |
| احمد العفيفي         | ملاك                                          |
| نمر عودة             | أستاذ                                         |
| موسى الصوراني        | تاجر                                          |
| داود حسني            | طبيب اسنان                                    |
| تحسين كمال           | حقوقي                                         |